# Талін (нохія)
Талін (араб. ناحية تالين‎‎) — нохія у Сирії, що входить до складу району Баніяс провінції Тартус. Адміністративний центр — м. Талін.
| Сирія | Це незавершена стаття з географії Сирії. Ви можете допомогти проєкту, виправивши або дописавши її. |